# Paul Puhallo von Brlog
Paul Puhallo von Brlog (Brlog, 21 febbraio 1856 – Vienna, 12 ottobre 1926) è stato un generale austro-ungarico.

## Biografia
Nacque a Brlog, una frazione di Kamanje nella odierna Croazia. Suo padre era un ufficiale che gli fece intraprendere la carriera militare. Frequentò la scuola militare tecnica a Mährisch Weißkirchen prima di passare all'Accademia militare tecnica a Vienna. Alla fine degli studi nel 1877 fu promosso sottotenente e assegnato all'11º Reggimento d'artiglieria da campagna. Dopo ulteriori studi presso la scuola d'artiglieria a Vienna e la promozione a tenente passò nel 1883 allo Stato maggiore della 2ª Divisione cavalleria con sede a Linz. Nel 1886 fu promosso a capitano di Stato maggiore e nell'anno seguente si sposò. Dal matrimonio ebbe una figlia. Dal 1890 al 1892 insegnò tattica e altre materie presso l'Accademia militare tecnica a Vienna. Nel 1892 fu promosso a capo di Stato maggiore della 3ª Divisione fanteria a Linz e nel 1893 seguì la promozione a maggiore.
Dal 1894 al 1896 lavorò presso l'ufficio operazioni dello Stato maggiore dell'esercito austro-ungarico. Dal 1896 al 1898 il tenente colonnello Puhallo svolse un periodo di servizio attivo come comandante di battaglione presso il 55º Reggimento fanteria a Tarnopol in Galizia. Nel 1898 fu trasferito per insegnare alla scuola di guerra a Vienna e in seguito promosso a colonnello. Nel 1902 ritornò all'ufficio operazioni dello Stato maggiore e nell'anno seguente fu messo a capo di questo importante ufficio. Nel 1905 gli fu assegnato il comando della 50ª Brigata fanteria dislocata a Vienna, seguita dalla promozione a Maggior generale. Un anno dopo fu messo a capo della scuola di guerra di Vienna.
Sotto la sua direzione la scuola di guerra fu modernizzata. Introdusse i corsi pluriennali per gli ufficiali di Stato maggiore e si dedicò soprattutto alla formazione delle capacità operative in modo che gli ufficiali diventassero il braccio operativo dello Stato maggiore. Nel 1908 ricevette il titolo nobiliare di barone e nel 1909 fu promosso a Feldmarschallleutnant. Nel 1910 prese il comando della 46ª Divisione Landwehr a Cracovia e in seguito gli fu assegnato il comando del V Corpo d'armata a Bratislava. Nel 1913 seguì la promozione a Feldzeugmeister. Nel novembre dello stesso anno ricevette anche il titolo di Geheimer Rat (in italiano consigliere segreto).

### Prima guerra mondiale
Allo scoppio della prima guerra mondiale il V Corpo d'armata di Puhallo fu assegnato alla 1ª Armata comandata dal generale Viktor von Dankl e schierata sul fronte galiziano. Partecipò alla Battaglia di Kraśnik che fu una delle due vittorie di una certa importanza delle forze armate dell'Impero austro-ungarico sul fronte orientale in un contesto altrimenti disastroso per gli austro-ungarici nei primi mesi della guerra. Puhallo rimase sul fronte galiziano fino a fine dicembre 1914 quando il V Corpo d'armata fu assegnato alla 3ª Armata schierata lungo i Carpazi.
In seguito partecipò alla battaglia invernale nei Carpazi prima di partecipare all'inutile tentativo di sbloccare la sacca di Przemyśl. Dovette lasciare il servizio attivo per alcune settimane per un attacco di dissenteria per riprendere di nuovo il comando del V Corpo d'armata nel maggio 1915. Poche settimane dopo, a fine maggio, fu nominato a capo della 3ª Armata in sostituzione di Borojević inviato sul nuovo fronte italiano. Insieme con la 2ª Armata di Eduard von Böhm-Ermolli e la 11ª Armata tedesca di August von Mackensen la 3ª Armata di Puhallo riuscì a riconquistare la fortezza di Przemyśl ai primi di giugno del 1915.
Subito dopo la riconquista di Przemyśl fu assegnato insieme allo Stato maggiore della sciolta 3ª Armata a capo della 1ª Armata in sostituzione del generale Dankl inviato nel frattempo come Borojević sul fronte italiano. Con la 1ª Armata riuscì a conquistare le due teste di ponte di Sandomierz e Tarłów Lubartów a fine giugno prima di essere trasferito con la sua Armata sul fiume Bug Occidentale per partecipare all'offensiva del Bug. Nell'ambito di questa offensiva partecipò nel luglio 1915 alla liberazione di Leopoli e alla conquista di Sokal'. In seguito all'offensiva conclusasi a fine agosto 1915 il capo di Stato maggiore austro-ungarico Franz Conrad von Hötzendorf lanciò la campagna di Rowno impiegando a fianco della 4ª Armata anche la 1ª di Puhallo. Ma dopo la caduta di Dubno ai primi di settembre e la successiva controffensiva russa a metà settembre a Luc'k il fronte si stabilizzò. Hötzendorf ritenne che la campagna perse il suo lancio anche a causa delle pesanti perdite subite e criticò Puhallo di aver impegnato le sue truppe in inutili attacchi frontali contro postazioni ben fortificate e difese dall'Esercito imperiale russo.
Nella primavera 1916 fu promosso per anzianità a Generaloberst. Nell'offensiva Brusilov lanciata contro gli Imperi centrali ai primi di giugno 1916 la 1ª Armata di Puhallo non riuscì a fermare l'avanzata e dovette alla fine ritirarsi fino al vecchio confine dell'Impero perdendo così il territorio conquistato nell'anno precedente. A fine luglio 1916 Conrad sciolse lo Stato maggiore della 1ª Armata e le truppe appartenenti alla 1ª Armata furono assegnate ad altre unità.
Lo Stato maggiore dell'esercito austro-ungarico fu insoddisfatto dell'operato di Puhallo con la conseguenza che quest'ultimo non fu più considerato per altri incarichi. Anche una sua richiesta personale per avere un altro incarico e rivolta al generale Bolfras, capo della cancelleria militare dell'Imperatore, non ebbe gli effetti sperati. Fu messo a disposizione ma non ebbe altri incarichi prima che la guerra finisse. Nel dicembre 1918 fu congedato dal servizio attivo.
Dopo la fine della guerra visse per un breve periodo nella sua città natale nel nuovo Stato degli Sloveni, Croati e Serbi ma dovette trasferirsi a Vienna per problemi economici perché percepiva solo una misera pensione dal nuovo stato. A Vienna riuscì a vivere grazie all'aiuto di ex compagni militari. Morì nel 1926 a 70 anni.

## Onorificenze
Fonte